# Trapezites iacchus
Trapezites iacchus é uma espécie de borboleta da família Hesperiidae.